# 31 Чаши
31 Чаши (лат. 31 Crateris), TY Ворона (лат. TY Corvi), HD 104337 — тройная звезда в созвездии Ворона на расстоянии (вычисленном из значения параллакса) приблизительно 1 589 световых лет (около 487 парсек) от Солнца. Видимая звёздная величина звезды — от +5,23m до +5,19m. Возраст звезды определён как около 12,6 млн лет.
Пара первого и второго компонентов — двойная эллипсоидальная переменная звезда (ELL). Орбитальный период — около 1,4815 суток.

## Характеристики
Первый компонент — бело-голубая звезда спектрального класса B1V, или B1,5V, или B2IV, или B3. Масса — около 6,348 солнечных, радиус — около 10,408 солнечных, светимость — около 851,138 солнечных. Эффективная температура — около 22909 K.
Третий компонент — красный карлик спектрального класса M. Масса — около 135,34 юпитерианских (0,1292 солнечной). Удалён в среднем на 2,769 а.е..

## Описание
Звезда представляет собой систему из горячей бело-голубой звезды спектрального класса B1,5V и звезды-компаньона, о котором известно меньше информации. Две звезды обращаются друг вокруг друга с периодом 2,9631 дней. Первичный компонент, вероятно, является голубой отставшей звездой группы Гиад. Главный компонент обладает массой приблизительно 15,5 масс Солнца и светимостью 52262 светимостей Солнца.
Британский астроном Джон Флемстид пронумеровал звёзды в крупном созвездии, которое он назвал «Гидра и Чаша», которое включало звёзды созвездия Гидры непосредственно под Чашей. В таком виде данные были опубликованы в 1712 году, но впоследствии астрономы не использовали данные обозначения. 31 Чаши оказалась в созвездии Ворона после того, как в 1922 году были окончательно установлены границы созвездий.

31 Чаши может представлять собой затменную двойную звезду

27 марта 1974 года в рамках миссии «Маринер-10» было обнаружено излучение звезды в далёкой ультрафиолетовой части спектра. Изначально предполагалось, что это следствие наличия спутника Меркурия, но впоследствии источник излучения отождествили с 31 Чаши.